# Đội tuyển bóng đá nữ quốc gia Singapore
Đội tuyển bóng đá nữ quốc gia Singapore là đội tuyển đại diện cho Singapore trong môn bóng đá nữ. Đội do Hiệp hội bóng đá Singapore (FAS) quản lý từ năm 2000.
Đội tuyển từng giành huy chương đồng bóng đá nữ tại Đại hội Thể thao Arafura 2005 ở Darwin, Úc.

## Thành tích thi đấu

### Thế vận hội
| Thế vận hội   | Thế vận hội              | Thế vận hội              | Thế vận hội              | Thế vận hội              | Thế vận hội              | Thế vận hội              | Thế vận hội              | Thế vận hội              | Thế vận hội              |                                            | Thành tích vòng loại                       | Thành tích vòng loại                       | Thành tích vòng loại                       | Thành tích vòng loại                       | Thành tích vòng loại                       | Thành tích vòng loại                       | Thành tích vòng loại |
| Năm           | Vòng                     | Vị trí                   | Tr                       | T                        | H*                       | B*                       | BT                       | BB                       | HS                       | Tr                                         | T                                          | H                                          | B*                                         | BT                                         | BB                                         | HS                                         |                      |
| ------------- | ------------------------ | ------------------------ | ------------------------ | ------------------------ | ------------------------ | ------------------------ | ------------------------ | ------------------------ | ------------------------ | ------------------------------------------ | ------------------------------------------ | ------------------------------------------ | ------------------------------------------ | ------------------------------------------ | ------------------------------------------ | ------------------------------------------ | -------------------- |
| 1996          | Không vượt qua vòng loại | Không vượt qua vòng loại | Không vượt qua vòng loại | Không vượt qua vòng loại | Không vượt qua vòng loại | Không vượt qua vòng loại | Không vượt qua vòng loại | Không vượt qua vòng loại | Không vượt qua vòng loại | Không có vòng loại; FIFA chọn đội tham gia | Không có vòng loại; FIFA chọn đội tham gia | Không có vòng loại; FIFA chọn đội tham gia | Không có vòng loại; FIFA chọn đội tham gia | Không có vòng loại; FIFA chọn đội tham gia | Không có vòng loại; FIFA chọn đội tham gia | Không có vòng loại; FIFA chọn đội tham gia |                      |
| 2000          | Không vượt qua vòng loại | Không vượt qua vòng loại | Không vượt qua vòng loại | Không vượt qua vòng loại | Không vượt qua vòng loại | Không vượt qua vòng loại | Không vượt qua vòng loại | Không vượt qua vòng loại | Không vượt qua vòng loại | Không có vòng loại; FIFA chọn đội tham gia | Không có vòng loại; FIFA chọn đội tham gia | Không có vòng loại; FIFA chọn đội tham gia | Không có vòng loại; FIFA chọn đội tham gia | Không có vòng loại; FIFA chọn đội tham gia | Không có vòng loại; FIFA chọn đội tham gia | Không có vòng loại; FIFA chọn đội tham gia |                      |
| 2004          | Không vượt qua vòng loại | Không vượt qua vòng loại | Không vượt qua vòng loại | Không vượt qua vòng loại | Không vượt qua vòng loại | Không vượt qua vòng loại | Không vượt qua vòng loại | Không vượt qua vòng loại | Không vượt qua vòng loại | 3                                          | 0                                          | 0                                          | 3                                          | 0                                          | 15                                         | −15                                        |                      |
| 2008          | Không vượt qua vòng loại | Không vượt qua vòng loại | Không vượt qua vòng loại | Không vượt qua vòng loại | Không vượt qua vòng loại | Không vượt qua vòng loại | Không vượt qua vòng loại | Không vượt qua vòng loại | Không vượt qua vòng loại | 3                                          | 1                                          | 0                                          | 2                                          | 6                                          | 8                                          | −2                                         |                      |
| 2012 tới 2016 | Không tham dự            | Không tham dự            | Không tham dự            | Không tham dự            | Không tham dự            | Không tham dự            | Không tham dự            | Không tham dự            | Không tham dự            | -                                          | -                                          | -                                          | -                                          | -                                          | -                                          | -                                          |                      |
| 2020 tới 2028 | Không vượt qua vòng loại | Không vượt qua vòng loại | Không vượt qua vòng loại | Không vượt qua vòng loại | Không vượt qua vòng loại | Không vượt qua vòng loại | Không vượt qua vòng loại | Không vượt qua vòng loại | Không vượt qua vòng loại | 4                                          | 0                                          | 1                                          | 3                                          | 2                                          | 27                                         | –25                                        |                      |
| 2032          | Chưa xác định            | Chưa xác định            | Chưa xác định            | Chưa xác định            | Chưa xác định            | Chưa xác định            | Chưa xác định            | Chưa xác định            | Chưa xác định            | -                                          | -                                          | -                                          | -                                          | -                                          | -                                          | -                                          |                      |
| Tổng          | 0/5                      | -                        | 0                        | 0                        | 0                        | 0                        | 0                        | 0                        | 0                        | 10                                         | 1                                          | 1                                          | 8                                          | 8                                          | 50                                         | −42                                        |                      |

### Cúp bóng đá nữ châu Á
| Thành tích vòng chung kết Cúp bóng đá nữ châu Á | Thành tích vòng chung kết Cúp bóng đá nữ châu Á | Thành tích vòng chung kết Cúp bóng đá nữ châu Á | Thành tích vòng chung kết Cúp bóng đá nữ châu Á | Thành tích vòng chung kết Cúp bóng đá nữ châu Á | Thành tích vòng chung kết Cúp bóng đá nữ châu Á | Thành tích vòng chung kết Cúp bóng đá nữ châu Á | Thành tích vòng chung kết Cúp bóng đá nữ châu Á | Thành tích vòng chung kết Cúp bóng đá nữ châu Á |                    | Thành tích vòng loại | Thành tích vòng loại | Thành tích vòng loại | Thành tích vòng loại | Thành tích vòng loại | Thành tích vòng loại | Thành tích vòng loại |
| Năm                                             | Kết quả                                         | Tr                                              | T                                               | H*                                              | B*                                              | BT                                              | BB                                              | HS                                              | Tr                 | T                    | H                    | B*                   | BT                   | BB                   | HS                   |                      |
| ----------------------------------------------- | ----------------------------------------------- | ----------------------------------------------- | ----------------------------------------------- | ----------------------------------------------- | ----------------------------------------------- | ----------------------------------------------- | ----------------------------------------------- | ----------------------------------------------- | ------------------ | -------------------- | -------------------- | -------------------- | -------------------- | -------------------- | -------------------- | -------------------- |
| 1975                                            | Vòng bảng                                       | 2                                               | 0                                               | 0                                               | 2                                               | 0                                               | 6                                               | −6                                              | Không có vòng loại | Không có vòng loại   | Không có vòng loại   | Không có vòng loại   | Không có vòng loại   | Không có vòng loại   | Không có vòng loại   |                      |
| 1977                                            | Hạng ba                                         | 4                                               | 2                                               | 0                                               | 2                                               | 3                                               | 5                                               | −2                                              | Không có vòng loại | Không có vòng loại   | Không có vòng loại   | Không có vòng loại   | Không có vòng loại   | Không có vòng loại   | Không có vòng loại   |                      |
| 1979                                            | Không tham dự                                   | Không tham dự                                   | Không tham dự                                   | Không tham dự                                   | Không tham dự                                   | Không tham dự                                   | Không tham dự                                   | Không tham dự                                   | Không có vòng loại | Không có vòng loại   | Không có vòng loại   | Không có vòng loại   | Không có vòng loại   | Không có vòng loại   | Không có vòng loại   |                      |
| 1981                                            | Vòng bảng                                       | 3                                               | 1                                               | 0                                               | 2                                               | 4                                               | 7                                               | −3                                              | Không có vòng loại | Không có vòng loại   | Không có vòng loại   | Không có vòng loại   | Không có vòng loại   | Không có vòng loại   | Không có vòng loại   |                      |
| 1983                                            | Hạng tư                                         | 6                                               | 3                                               | 1                                               | 2                                               | 12                                              | 5                                               | +7                                              | Không có vòng loại | Không có vòng loại   | Không có vòng loại   | Không có vòng loại   | Không có vòng loại   | Không có vòng loại   | Không có vòng loại   |                      |
| 1986 tới 1989                                   | Không tham dự                                   | Không tham dự                                   | Không tham dự                                   | Không tham dự                                   | Không tham dự                                   | Không tham dự                                   | Không tham dự                                   | Không tham dự                                   | Không có vòng loại | Không có vòng loại   | Không có vòng loại   | Không có vòng loại   | Không có vòng loại   | Không có vòng loại   | Không có vòng loại   |                      |
| 1991                                            | Vòng bảng                                       | 4                                               | 0                                               | 0                                               | 4                                               | 0                                               | 21                                              | −21                                             | Không có vòng loại | Không có vòng loại   | Không có vòng loại   | Không có vòng loại   | Không có vòng loại   | Không có vòng loại   | Không có vòng loại   |                      |
| 1993 tới 1999                                   | Không tham dự                                   | Không tham dự                                   | Không tham dự                                   | Không tham dự                                   | Không tham dự                                   | Không tham dự                                   | Không tham dự                                   | Không tham dự                                   | Không có vòng loại | Không có vòng loại   | Không có vòng loại   | Không có vòng loại   | Không có vòng loại   | Không có vòng loại   | Không có vòng loại   |                      |
| 2001                                            | Vòng bảng                                       | 4                                               | 1                                               | 0                                               | 3                                               | 2                                               | 47                                              | −45                                             | Không có vòng loại | Không có vòng loại   | Không có vòng loại   | Không có vòng loại   | Không có vòng loại   | Không có vòng loại   | Không có vòng loại   |                      |
| 2003                                            | Vòng bảng                                       | 4                                               | 0                                               | 0                                               | 4                                               | 0                                               | 24                                              | −24                                             | Không có vòng loại | Không có vòng loại   | Không có vòng loại   | Không có vòng loại   | Không có vòng loại   | Không có vòng loại   | Không có vòng loại   |                      |
| 2006                                            | Không vượt qua vòng loại                        | Không vượt qua vòng loại                        | Không vượt qua vòng loại                        | Không vượt qua vòng loại                        | Không vượt qua vòng loại                        | Không vượt qua vòng loại                        | Không vượt qua vòng loại                        | Không vượt qua vòng loại                        | 3                  | 0                    | 1                    | 2                    | 0                    | 7                    | −7                   |                      |
| 2008                                            | Không vượt qua vòng loại                        | Không vượt qua vòng loại                        | Không vượt qua vòng loại                        | Không vượt qua vòng loại                        | Không vượt qua vòng loại                        | Không vượt qua vòng loại                        | Không vượt qua vòng loại                        | Không vượt qua vòng loại                        | 2                  | 1                    | 0                    | 1                    | 1                    | 2                    | −1                   |                      |
| 2010 tới 2014                                   | Không tham dự                                   | Không tham dự                                   | Không tham dự                                   | Không tham dự                                   | Không tham dự                                   | Không tham dự                                   | Không tham dự                                   | Không tham dự                                   | -                  | -                    | -                    | -                    | -                    | -                    | -                    |                      |
| 2018                                            | Không vượt qua vòng loại                        | Không vượt qua vòng loại                        | Không vượt qua vòng loại                        | Không vượt qua vòng loại                        | Không vượt qua vòng loại                        | Không vượt qua vòng loại                        | Không vượt qua vòng loại                        | Không vượt qua vòng loại                        | 4                  | 1                    | 0                    | 3                    | 1                    | 20                   | –19                  |                      |
| 2022                                            | Không vượt qua vòng loại                        | Không vượt qua vòng loại                        | Không vượt qua vòng loại                        | Không vượt qua vòng loại                        | Không vượt qua vòng loại                        | Không vượt qua vòng loại                        | Không vượt qua vòng loại                        | Không vượt qua vòng loại                        | 2                  | 0                    | 0                    | 2                    | 0                    | 2                    | −2                   |                      |
| 2026                                            | Không vượt qua vòng loại                        | Không vượt qua vòng loại                        | Không vượt qua vòng loại                        | Không vượt qua vòng loại                        | Không vượt qua vòng loại                        | Không vượt qua vòng loại                        | Không vượt qua vòng loại                        | Không vượt qua vòng loại                        | 4                  | 0                    | 0                    | 4                    | 2                    | 13                   | -11                  |                      |
| Tổng                                            | 7/20                                            | 27                                              | 7                                               | 1                                               | 19                                              | 21                                              | 115                                             | −94                                             | 15                 | 2                    | 1                    | 13                   | 4                    | 44                   | −40                  |                      |

*Tính cả các trận phải giải quyết bằng đá luân lưu.

### Đại hội Thể thao châu Á
| Đại hội Thể thao châu Á | Đại hội Thể thao châu Á | Đại hội Thể thao châu Á | Đại hội Thể thao châu Á | Đại hội Thể thao châu Á | Đại hội Thể thao châu Á | Đại hội Thể thao châu Á | Đại hội Thể thao châu Á | Đại hội Thể thao châu Á |
| Năm                     | Kết quả                 | Tr                      | T                       | H                       | B                       | BT                      | BB                      | HS                      |
| ----------------------- | ----------------------- | ----------------------- | ----------------------- | ----------------------- | ----------------------- | ----------------------- | ----------------------- | ----------------------- |
| 1951 tới 1986           | Không tổ chức           | Không tổ chức           | Không tổ chức           | Không tổ chức           | Không tổ chức           | Không tổ chức           | Không tổ chức           | Không tổ chức           |
| 1990 tới 2018           | Không tham dự           | Không tham dự           | Không tham dự           | Không tham dự           | Không tham dự           | Không tham dự           | Không tham dự           | Không tham dự           |
| 2022                    | Vòng 1                  | 2                       | 0                       | 0                       | 2                       | 0                       | 17                      | -17                     |
| Tổng                    | 1 lần vòng bảng         | 2                       | 0                       | 0                       | 2                       | 0                       | 17                      | -17                     |

### Giải vô địch bóng đá nữ Đông Nam Á
| Giải vô địch bóng đá nữ Đông Nam Á | Giải vô địch bóng đá nữ Đông Nam Á | Giải vô địch bóng đá nữ Đông Nam Á | Giải vô địch bóng đá nữ Đông Nam Á | Giải vô địch bóng đá nữ Đông Nam Á | Giải vô địch bóng đá nữ Đông Nam Á | Giải vô địch bóng đá nữ Đông Nam Á | Giải vô địch bóng đá nữ Đông Nam Á | Giải vô địch bóng đá nữ Đông Nam Á | Giải vô địch bóng đá nữ Đông Nam Á |
| Năm                                | Kết quả                            | Tr                                 | T                                  | H*                                 | B                                  | BT                                 | BB                                 | HS                                 |                                    |
| ---------------------------------- | ---------------------------------- | ---------------------------------- | ---------------------------------- | ---------------------------------- | ---------------------------------- | ---------------------------------- | ---------------------------------- | ---------------------------------- | ---------------------------------- |
| 2004                               | Vòng bảng                          | 3                                  | 1                                  | 0                                  | 2                                  | 2                                  | 8                                  | −6                                 |                                    |
| 2006                               | Không tham dự                      | Không tham dự                      | Không tham dự                      | Không tham dự                      | Không tham dự                      | Không tham dự                      | Không tham dự                      | Không tham dự                      |                                    |
| 2007                               | Vòng bảng                          | 3                                  | 0                                  | 0                                  | 3                                  | 1                                  | 14                                 | −13                                |                                    |
| 2008                               | Vòng bảng                          | 3                                  | 0                                  | 0                                  | 3                                  | 1                                  | 15                                 | −14                                |                                    |
| 2011                               | Vòng bảng                          | 3                                  | 0                                  | 0                                  | 3                                  | 2                                  | 17                                 | −15                                |                                    |
| 2012                               | Vòng bảng                          | 3                                  | 0                                  | 0                                  | 3                                  | 2                                  | 28                                 | −26                                |                                    |
| 2013 tới 2015                      | Không tham dự                      | Không tham dự                      | Không tham dự                      | Không tham dự                      | Không tham dự                      | Không tham dự                      | Không tham dự                      | Không tham dự                      |                                    |
| 2016                               | Vòng bảng                          | 3                                  | 0                                  | 0                                  | 3                                  | 0                                  | 24                                 | −24                                |                                    |
| 2018                               | Vòng bảng                          | 4                                  | 0                                  | 1                                  | 3                                  | 0                                  | 20                                 | -20                                |                                    |
| 2019                               | Vòng bảng                          | 4                                  | 0                                  | 0                                  | 4                                  | 1                                  | 18                                 | −17                                |                                    |
| 2022                               | Vòng bảng                          | 5                                  | 1                                  | 1                                  | 3                                  | 3                                  | 14                                 | −11                                |                                    |
| 2025                               | Vượt qua vòng loại nhưng bỏ cuộc   | Vượt qua vòng loại nhưng bỏ cuộc   | Vượt qua vòng loại nhưng bỏ cuộc   | Vượt qua vòng loại nhưng bỏ cuộc   | Vượt qua vòng loại nhưng bỏ cuộc   | Vượt qua vòng loại nhưng bỏ cuộc   | Vượt qua vòng loại nhưng bỏ cuộc   | Vượt qua vòng loại nhưng bỏ cuộc   |                                    |
| Tổng                               | 9/12                               | 31                                 | 2                                  | 2                                  | 27                                 | 12                                 | 158                                | −146                               |                                    |

*Tính cả các trận phải giải quyết bằng đá luân lưu.

### Đại hội Thể thao Đông Nam Á
| SEA Games     | SEA Games     | SEA Games     | SEA Games     | SEA Games     | SEA Games     | SEA Games     | SEA Games     | SEA Games     |
| Năm           | Vòng          | Tr            | T             | H             | B             | BT            | BB            | HS            |
| ------------- | ------------- | ------------- | ------------- | ------------- | ------------- | ------------- | ------------- | ------------- |
| 1985          | Á quân        | 3             | 1             | 0             | 1             | 2             | 6             | −4            |
| 1995          | Hạng năm      | 4             | 0             | 0             | 4             | 1             | 9             | −8            |
| 1997          | Không tham dự | Không tham dự | Không tham dự | Không tham dự | Không tham dự | Không tham dự | Không tham dự | Không tham dự |
| 2001          | Vòng bảng     | 2             | 0             | 1             | 1             | 0             | 6             | −6            |
| 2003          | Vòng bảng     | 2             | 0             | 0             | 3             | 0             | 5             | −5            |
| 2005 tới 2019 | Không tham dự | Không tham dự | Không tham dự | Không tham dự | Không tham dự | Không tham dự | Không tham dự | Không tham dự |
| 2021          | Vòng bảng     | 3             | 1             | 0             | 2             | 1             | 4             | –3            |
| 2023          | Vòng bảng     | 3             | 1             | 0             | 2             | 2             | 6             | −4            |
| Tổng          | 6/13          | 17            | 3             | 1             | 12            | 6             | 36            | −30           |